# Colonia la Calzada
Colonia la Calzada är en ort i Mexiko.   Den ligger i kommunen Cortazar och delstaten Guanajuato, i den centrala delen av landet, 220 km nordväst om huvudstaden Mexico City. Colonia la Calzada ligger 1 736 meter över havet och antalet invånare är 1 015.
Terrängen runt Colonia la Calzada är platt åt nordväst, men åt sydost är den kuperad. Runt Colonia la Calzada är det ganska tätbefolkat, med 222 invånare per kvadratkilometer. Närmaste större samhälle är Celaya, 15,1 km öster om Colonia la Calzada. Trakten runt Colonia la Calzada består till största delen av jordbruksmark.